# Timoteja
Timoteja je žensko osebno ime

## Različice imena
Tima, Time

## Izvor imena
Ime Timoteja je ženska  oblika  izpeljana iz imena Timotej.

## Pogostost imena
Po podatkih Statističnega urada Republike Slovenije je bilo na dan 31. decembra 2007 v Sloveniji 18 oseb z imenom Timoteja. Ostale različice imena, ki so bile še v uporabi: Tima (11).